# John Timothy Dunlap
John Timothy Dunlap (Ottawa, 16 de abril de 1957) é um frei religioso canadense, é o atual grão-mestre da Ordem Soberana e Militar Hospitalária de São João de Jerusalém, de Rodes e de Malta.
É o primeiro cavaleiro professo do além mar a ser eleito à frente da ordem.

## Biografia
Estudou na Universidade de Nice e formou-se na Universidade de Ottawa e obteve o título de Doutor em Direito pela Universidade de Western Ontario. Ele recebeu um doutorado honoris causa em Administração Pública pela John Cabot University em Roma. É especializado em direito societário e imigratório e desde 1997 é assessor jurídico da Missão Observadora Permanente da Santa Sé junto às Nações Unidas.
Durante seu trabalho voluntário com pacientes que sofriam de AIDS e outras patologias no Cardinal Cooke Medical Center no Harlem em meados dos anos 1980, aproximou-se da Ordem de Malta e foi admitido na Ordem em 1996, fazendo os votos solenes como Cavaleiro Professo em 2008. Durante mais de uma década serviu a Ordem como Presidente da Comissão para a proteção de nomes e emblemas e Representante junto da Aliança das Ordens de São João.
Em 2009, foi eleito para um mandato de cinco anos como membro do Conselho Soberano, sendo reeleito para outros mandatos de cinco anos pelos Capítulos Gerais em 2014 e em 2019. Desde junho de 2022, após a morte de Fra' Marco Luzzago, estava à frente da Ordem de Malta como Lugar Tenente de Grão-Mestre.
Em 3 de maio de 2023, foi eleito Príncipe e 81º Grão-Mestre da Soberana Ordem Militar de Malta. A eleição de John T. Dunlap foi possível graças às revisões de 2022 da constituição da Ordem ordenadas pelo Papa Francisco, que eliminaram a exigência tradicional de que o Grão-Mestre fosse capaz de provar ascendência nobre.